# Simulium pattoni
Simulium pattoni es una especie de insecto del género Simulium, familia Simuliidae, orden Diptera.
Fue descrita científicamente por Senior-White, 1922.